# Herb gminy Deszczno

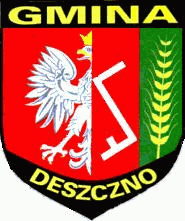
Stary herb gminy Deszczno

Herb gminy Deszczno – jeden z symboli gminy Deszczno, ustanowiony 28 marca 2007.

## Wygląd i symbolika
Herb przedstawia na tarczy podzielonej niebieską wstęgą na dwa poziome srebrne (białe) pola w polu górnym wizerunek czerwonego askańskiego orła ze złotymi (żółtymi) szponami i dziobem. W szponach orzeł dzierży zielone liście koniczyny. W polu dolnym umieszczone są trzy zielone liście tej rośliny, będące powtórzeniem liści z godła w polu górnym.
Wizerunek orła pochodzi od orła z herbu Gorzowa Wielkopolskiego. Jego stylizacja nawiązuje do przedstawienia z ołtarza z roku 1745 znajdującego się w kościele parafialnym w Deszcznie. Koniczyny w dolnym polu symbolizują zasoby przyrodnicze i rolniczy charakter gminy Deszczno.

## Historia
29 czerwca 1999 roku Rada Gminy Deszczno ustaliła w swoim statucie za herb tarczę herbową z połową orła z godła Polski w czerwonym polu. Przez tarczę herbu w połowie przebiegała pionowa linia wyznaczająca symetrycznie jej prawą część. Lewą część tarczy stanowiły dwa równe pionowe pola – pierwsze czerwone z białym znakiem rodła i drugie zielone ze złotym kłosem zboża. Nad tarczą na czarnym tle umieszczony był złoty napis GMINA, a w dolnej części tarczy umieszczony był w obramowaniu na czarnym tle złoty napis DESZCZNO. 28 marca 2007 Rada Gminy w Deszcznie podjęła uchwałę zmieniająca opis herbu w statucie, a także zmieniającą wzór herbu na nawiązujący do herbu Gorzowa Wielkopolskiego.